# بتینا فون آرنیم
 بتینا فون آرنیم (به آلمانی: Bettina von Arnim) (با نام اصلی الیزابت کاتارینا لودویکا ماگدالنا برنتانو؛ زاده ۴ آوریل ۱۷۸۵ در فرانکفورت - درگذشته ۲۰ ژانویه ۱۸۵۹ در برلین)، نویسنده آلمانی بود که از برجسته‌ترین شخصیت‌های ادبی جنبش رمانتیک آلمان به‌شمار می‌رود. او خواهر کلمنس برنتانو و همسر آخیم فون آرنیم بود که هر دو از شخصیت‌های مهم عصر رمانتیک آلمان بودند. بتینا شخصیت ویژه‌ای داشت به گونه‌ای که در عین خودسری که به نارسیسیسم می‌مانست، همسر و مادر وفاداری بود. وی گوته را ستایش می‌کرد و از کودکی تا جوانی شخصاً با گوته آمد و شد داشت و گوته بعدها در نگارش زندگینامه خودنوشت خود از یادداشتهای بتینا سود جست.